# De Lustige Kapoentjes
De Lustige Kapoentjes is een Vlaamse stripreeks die onder verschillende titels en met verschillende personages en striptekenaars bestaan heeft. Er zijn onder meer versies van Marc Sleen (De Lustige Kapoentjes) en Willy Vandersteen (De Vrolijke Bengels), wellicht de bekendste en populairste gedaanten onder stripfans.
De gagreeks was vooral populair in Vlaanderen tijdens de jaren 40, 50 en vroege jaren 60 van de 20e eeuw. Wekelijks werd er één pagina rond gepubliceerd in de jeugdbijlagen van de kranten Het Volk ('t Kapoentje) en De Standaard (Ons Volkske).
In al haar gedaantes kende de reeks hetzelfde concept: een groepje kinderen haalt kattenkwaad en andere streken uit en is regelmatig de plaatselijke wijkagent en een oudere, kwaadaardige jongere te slim af.

## Oorsprong
De Amerikaanse krantenstrip Perry and the Rinkeydinks door Martin Branner liep in 1927 in het Vlaamse jeugdblad De Humorist en draaide om een bende kinderen die op straat kattenkwaad uithaalt. Het soortgelijke The Katzenjammer Kids door Rudolph Dirks liep toen in het blad onder de titel De Belhamels. In Nederland publiceerde Frans Piët Sjors van de Rebellenclub (het latere Sjors en Sjimmie). Al deze kinder-gagstrips inspireerden de Vlaming Eugeen Hermans (beter bekend als “Pink”) tot een eigen versie van deze reeksen: Flipke en de rakkers, dat vanaf 1933 in het jeugdblad Ons Volkske te lezen viel.

## De Vrolijke Bengels
Na de Tweede Wereldoorlog publiceerde Willy Vandersteen op 3 april 1947 de stripreeks “De Vrolijke Bengels” in het eerste nummer van het jeugdblad ’t Kapoentje. Qua thematiek en concept deed de serie denken aan de vooroorlogse belhamelstrips, maar Vandersteen voegde er zijn eigen stijl aan toe. De personages uit “De Vrolijke Bengels” bestonden uit:
- Poliet, Patatje, Vlooike en Pontius en Pilatus: De kinderen. Poliet is een verstandige jongen met bril die allerlei handige uitvindingen doet. Hij spreekt in rijm. Het dikke jongetje Patatje verscheen enkel in de eerste episodes. Daarna verdween hij voorgoed uit de reeks. Vlooike is het enige meisje in de groep. De jongens Pontius en Pilatus zijn een tweeling. Beiden zijn ze stokdoof en ondervragen ze elkaar voortdurend over wat er om hen heen gebeurt. Helaas begrijpen ze elkaar altijd verkeerd. (Bijvoorbeeld: “Pontius, ge moet remmen.” –“Wie gaat er nu in een auto zwemmen, Pilatus?”).
- Tieter: de ijdele, arrogante en domme wijkagent die qua gedrag met Lambik te vergelijken is. Hij heeft last van hoogheidswaanzin en zelfoverschatting. Zelden begrijpt hij wat er om hem heen echt gaande is. Als hij de Vrolijke Bengels lastigvalt bakken ze hem vervolgens een poets terug. In andere gevallen helpen de bengels hem om Job te arresteren.
- Job: de slechterik. Een jonge kerel die niets liever doet dan Tieter en de kinderen het leven zuur maken. De Vrolijke Bengels helpen de wijkagent geregeld om hem te arresteren of te straffen.
- Mie Pladijs: een huisvrouw die vooral taarten bakt. Ze is regelmatig het slachtoffer van Jobs diefstallen of streken.

De Vrolijke Bengels werden populair onder de Vlaamse jeugd. De strip verscheen ook in het Frans als “Les Joyeux Lurons”. Vandersteen liet zijn figuren absurde dingen meemaken en zette de logica regelmatig op zijn kop. Personages als Poliet, Pontius en Pilatus stonden hem toe allerlei teksten met rijmende woorden te schrijven. In vergelijking met de latere versie van Marc Sleen waren de kinderen bij Vandersteen vrij braaf. De Vrolijke Bengels haalden pas kattenkwaad uit als iemand ze lastigviel. Ze deden nooit domme dingen.
Op 6 november 1947 stapte Vandersteen over naar De Standaard waar hij in hun jeugdbijlage, “Ons Volkske”, de stripreeks voortzette. Op 16 maart 1950 werden de kinderen in de serie vervangen door Suske en Wiske en kwam Lambik Tieter bijstaan als commissaris. De titel bleef “De Vrolijke Bengels”. Op 30 april 1953 keerden de oorspronkelijke kinderen terug en verdwenen Suske, Wiske en Lambik weer uit de reeks. Op 2 september 1954 verscheen de laatste gagpagina van de Vrolijke Bengels.

## De Lustige Kapoentjes

### Bob De Moor
Na Vandersteens ontslag was ’t Kapoentje haar populairste stripreeks kwijt. Om deze leemte op te vullen tekende Bob De Moor een nieuwe reeks die inhoudelijk op “De Vrolijke Bengels” leek. Marc Sleen, die toen hoofdredacteur van het blad “’t Kapoentje” was, verzon als nieuwe naam: “De Lustige Kapoentjes”. De personages waren qua karakter vergelijkbaar met “De Vrolijke Bengels”, al kregen ze nieuwe namen en een ander uiterlijk:
- Janus, Benjamien, Bertus, Petrus en Eefje: de kinderen.
- Pakker: de lokale wijkagent.
- Dorus: de schurk

### Marc Sleen
“De Lustige Kapoentjes” sloegen aan en ’t Kapoentje had een waardig vervanger voor Vandersteens strip. De Moor tekende twee jaar lang gags rond de figuren onder het pseudoniem “Artec-studio’s”. In 1949 stapte hij over naar de studio van Hergé. Opnieuw zat de succesvolle reeks zonder tekenaar en in januari 1950 besloot Sleen zelf de serie voort te zetten. Hij hertekende de personages en gaf hen andere namen:
- Fonske, Bikini, Oscar en Lange So: de kinderen. Fonske heette oorspronkelijk “Mielke”, maar werd later Fonske genoemd. Bikini is het enige meisje van de bende en werd vernoemd naar het gelijknamige kledingstuk. Oscar is een klein, dik jongetje, wiens gezicht verborgen gaat onder een pet met een grote klep. Lange So (oorspronkelijk “De Lange”) is een lange jongen met flaporen die een baret draagt en bijna even groot als een volwassene is.
- De Champetter: de wijkagent. In de originele aankondigingsstrook noemde Sleen hem “Champetter Vanmeel”, maar meestal noemde iedereen hem gewoon “Champetter”. Hij is een erg dikke, verwaande man die het voortdurend aan de stok heeft met de Kapoentjes en Flurk.
- Flurk: de slechterik. Een al wat oudere jongen die voortdurend de Kapoentjes en de champetter pest. Hij is een echte leegloper en doet blijkbaar niets anders dan stelen, treiteren en streken uithalen. De Kapoentjes zorgen er via listen en het “poets wederom poets”-principe voor dat hij continu in handen van de Champetter terechtkomt.
- Moeder Stans: Een dorpsvrouw die zich vooral bezighoudt met huishoudelijke taken. In latere gags leek ze steeds meer op Madam Nero uit de stripreeks Nero.

Sleen tekende vijftien jaar elke week een nieuwe gagpagina rond de Kapoentjes, naast de andere stripseries die hij toen had lopen. Tijdens die periode drukte hij zijn typische stempel op de reeks. In de reeks haalden de kinderen vaak kattenkwaad of onbezonnen streken uit zonder directe aanleiding. De humor was absurder en gewelddadiger. De situaties waren herkenbaar en alledaags, waardoor de Lustige Kapoentjes tijdens de jaren ’50 en ’60 jarenlang een van de populairste kinderstrips in Vlaanderen werd. Vanaf 1955 verscheen de reeks ook in het Frans in “Le Petit Luron”, de jeugdbijlage van “Samedi”.
Tegenwoordig is Sleens versie vooral een tijdsdocument. Kinderen spelen op straat en in de natuur, houden zeepkistenraces, vergaderen in hun clubhuis,… Volwassen lezers genieten van de nostalgische, kalme, naïeve Vlaamse dorpssfeer in de reeks.

### Overname door andere tekenaars
Toen Marc Sleen in 1965 van de krant Het Volk naar De Standaard overstapte, liet hij al zijn reeksen vallen, behalve Nero. Er ontstond een rel met de krant over de rechten op de personages. Uiteindelijk mocht Het Volk de naam van de reeks houden en Sleen de personages, wat leidde tot een verwarrende situatie:

### De Lustige Kapoentjes in Pats
De figuren die Sleen bedacht had, werden van 1965 tot 1967 getekend door Hurey in Pats , de jeugdbijlage van De Standaard en Het Nieuwsblad. Hoewel het exact dezelfde personages waren, mocht de titel, “De Lustige Kapoentjes”, wettelijk nooit boven de gagpagina’s gezet worden. Dit verhinderde dat de nieuwe avonturen ooit in albumvorm konden worden uitgegeven. In 1967 stapte Hurey over naar Het Volk en werd zijn assistent Jean-Pol ingeschakeld om de reeks tot midden jaren 70 in Pats voort te zetten.

### De Lustige Kapoentjes in ’t Kapoentje
In ’t Kapoentje kon de titel “De Lustige Kapoentjes” wel bij de gagpagina’s gezet worden, al ging het om totaal andere personages. Jef Nys bedacht eerst nieuwe figuren als Broske, Tobias, Fonske, Bieke, Loebas de hond, Sussewiet de schurk en Fideel de champetter. Na verloop van tijd schakelde hij over op personages uit zijn reeks Jommeke. Jommeke, Filiberke, Flip, Pekkie, Choco, Annemieke en Rozemieke beleefden gewone gags waar geen dorpsagent of schurk aan te pas kwam. In 1967 zette Hurey in 't Kapoentje het oorspronkelijke “Lustige Kapoentjes”-concept voort. Hij creëerde nieuwe figuren: Ketje, Oscar, Proske, het al wat oudere meisje Poes, Jakke de schurk en Firmin de wijkagent. In 1976 zette Hurey na negen jaar een punt achter de reeks en stopte met strips tekenen. Na hem zette Karel Boumans (Kabou) de serie voort. Van 1985 tot 1989 tekende Jo de reeks. Zijn versie is de enige waar nooit een album van verscheen.
Geen enkele tekenaar na Sleen wist de populariteit of charme van de oorspronkelijke reeks te evenaren. Dit had zeer waarschijnlijk met de tijdgeest te maken en de steeds groter wordende populariteit van televisie bij kinderen. Eind jaren ’80 kwam de reeks definitief tot een einde.

### Comeback
In Brabant Strip Magazine 186 (juli 2011) wordt aangekondigd dat Tom Bouden met een eigentijdse versie zal beginnen. In dit nummer worden ook al een aantal nieuwe gags gepubliceerd. In de nummers die daarop volgen wordt telkens een gag gepubliceerd op scenario van een gastscenarist.
Taart voor de Lustige Kapoentjes, het derde deel van Boudens stripreeks Kroepie en Boelie Boemboem, draait rond een reünie van alle oude Lustige Kapoentjes ter gelegenheid van hun 65-jarig bestaan en introduceert de nieuwste versie van de bende.
In maart 2012 verscheen "Arm- en beenbreuk", het eerste album van de hernieuwde Lustige Kapoentjes-reeks.

## In populaire cultuur
- In 1971 tekende Ever Meulen voor de cover van het blad Humo een eenmalige parodie op De Vrolijke Bengels. In het verhaal zien Suske en Wiske hoe Job “weer van dat spul krijgt.” Job bedankt "Marie...heu...Anna") voor de hasj en snelt ermee naar het clubhuis. Lambik en Tieter snellen zich naar de plek en gluren naar binnen. Daar zitten Suske, Wiske, Robbedoes, Job en Kuifje (die met een joint in de hand “Groovy!” zegt, terwijl een asterisk onderaan opmerkt: “Zie ook: Kuifje in Amerika”). Lambik merkt fronsend op: “Zijn ze daar nu allemaal zot geworden?” terwijl Job denkt: “Als ze mij arresteren schrijf ik een brief naar Humo.”
- Kamagurka beweerde in het boek “Marc Sleen: een uitgave van de Bronzen Adhemar Stichting v.z.w., 1993”: "In Cowboy Henk zitten elementen van de Kapoentjes. Die schurkenstreken van Flurk zijn toch wel blijven hangen."[2] In 2007-2008 verschenen er in Humo een aantal gags van Cowboy Henk waarin die telkens een taart stal van Moeder Stans en vervolgens achtervolgd werd door een dikke champetter. Een duidelijke knipoog naar De Lustige Kapoentjes.
- Hec Leemans en Kamagurka tekenden ooit een overdreven parodie op de reeks, genaamd De Lastige Kapoentjes door Marc Sleep. In het verhaal steelt Flurk een atoombom bij Moeder Stans. Als hij onder een boom gaat slapen maken de Kapoentjes rolschaatsen vast onder zijn voeten. Daarna schreeuwen ze hem wakker waardoor Flurk, die in balans probeert te blijven, de bom laat vallen. Terwijl de champetter Flurk achtervolgt, kijken de Kapoentjes hen schaterend na. Achter hen ontstaat een grote atoomwolk.[2]
- Urbanus liet zich voor de sfeer van zijn eigen strips beïnvloeden door Sleens klassieke gagstrips zoals De Avonturen van Piet Fluwijn en Bolleke en de Lustige Kapoentjes. In Urbanus, maar vooral Plankgas en Plastronneke is die invloed erg merkbaar.
- In Urbanus op Uranus schuiven de Lustige Kapoentjes aan om Urbanus om een handtekening te vragen. Bikini vraagt Urbanus of hij haar buik wil signeren?
- Het 18de Urbanusalbum heet Het lustige kapoentje (1988).
- Op de hoes van het verzamelalbum "Bel 80 - Het Beste Uit De Belpop van 1985", ontworpen door Ever Meulen, staat ook de Champetter afgebeeld.[3]
- De Lustige Kapoentjes hadden ook af en toe cameo’s in Neroalbums: De Brollebril (1960) (strook 8, samen met Piet Fluwijn en Bolleke), De Krabbekokers (1964) (strook 6-12), De Dolle Dina’s (1970) (strook 1-2), De Gouden Patatten (1984) (strook 103), Joske de Wreker (1986) (strook 17), De Gladde Figaro (1991-1992) (strook 55), De Adhemar Bonbons (1989) (strook 139-140) en Zilveren Tranen (2002) (beginstroken).